# 修士（看護学）
修士（看護学）（しゅうし かんごがく、英: Master of Science in Nursing、MSN）は、修士の学位である。1991年以前の学位規則では看護学修士（かんごがくしゅうし）といった。
主に、大学院看護学研究科や医学研究科の修士課程または博士前期課程を修了することで授与される。
大学や課程によっては修士 (保健学)を授与する大学もある。